# Lapte
Lapte – miejscowość i gmina we Francji, w regionie Owernia-Rodan-Alpy, w departamencie Górna Loara.
Według danych na rok 1990 gminę zamieszkiwało 1107 osób, a gęstość zaludnienia wynosiła 36 osób/km² (wśród 1310 gmin Owernii Lapte plasuje się na 195. miejscu pod względem liczby ludności, natomiast pod względem powierzchni na miejscu 207.).